# My Latest Novel

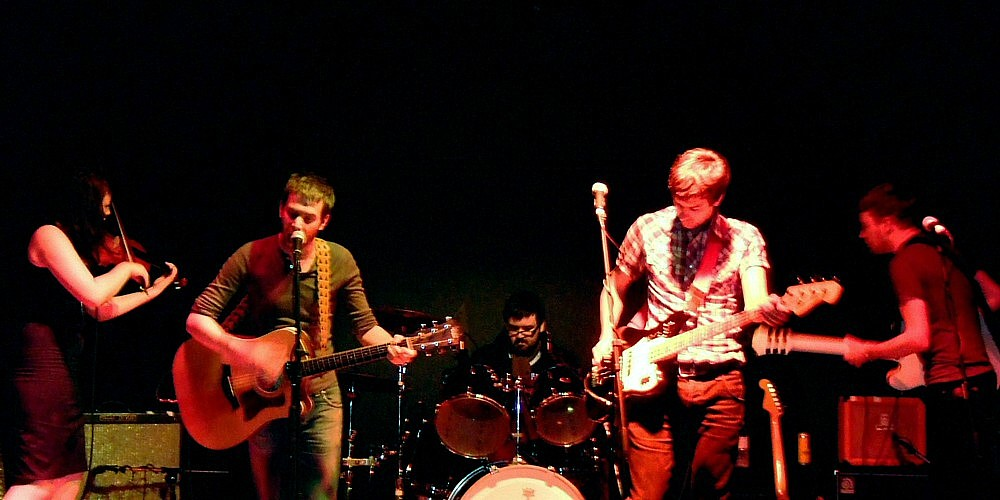
My Latest Novel

My Latest Novel is een Schotse band uit Glasgow die weleens vergeleken wordt met Arcade Fire omwille van de samenzang en de stekelige teksten.
Zij speelden in 2006 op Pukkelpop.
Hun debuutalbum heet Wolves.

## Groepsleden
- Chris Deveney: zang
- Gary Deveney: gitaar
- Laura McFarlane: viool
- Paul McGeachy: gitaar
- Ryan King: drums